# 承子内親王
承子内親王（しょうしないしんのう）は、村上天皇の第一皇女。母は藤原師輔の娘・安子。

## 生涯
天皇の外祖父になることを望む藤原師輔からは男子出生を期待されていたが、生まれたのが女子であったために失望させた（『栄花物語』「月の宴」）。それでも同年6月2日に五十日の儀が執り行われ、翌天暦3年（949年）2月には内親王宣下があり、同11月には魚味始の儀が執り行われるなど大切に扱われ、天暦4年（950年）10月4日の着袴の儀では父天皇が飛香舎に出て自ら内親王の袴の腰を結んだ。ところが、翌天暦5年（951年）7月に病が重くなり、わずか4歳で死去した。